# Topola balsamiczna
Topola balsamiczna (Populus balsamifera L., syn. Populus tacamahaca) – gatunek drzewa z rodziny wierzbowatych (Salicaceae). Występuje naturalnie we wschodniej części Ameryki Północnej.

## Morfologia
PokrójNa pniu pojawiają się obficie odrosty, które często są naturalizowane.
KoraKora ma srebrzystą bądź jasnobrązową barwę. Jest lekko chropowata.
PędyMłode pędy są gładkie.
LiścieLiście są bardzo słabo ząbkowane. Na spodzie liście posiadają drobny puch.
OwoceTorebka pękająca 2 klapami na drzewach żeńskich (jest to cecha wyróżniająca tego gatunku).